# Onze-Lieve-Vrouwkapel (Pepingen)

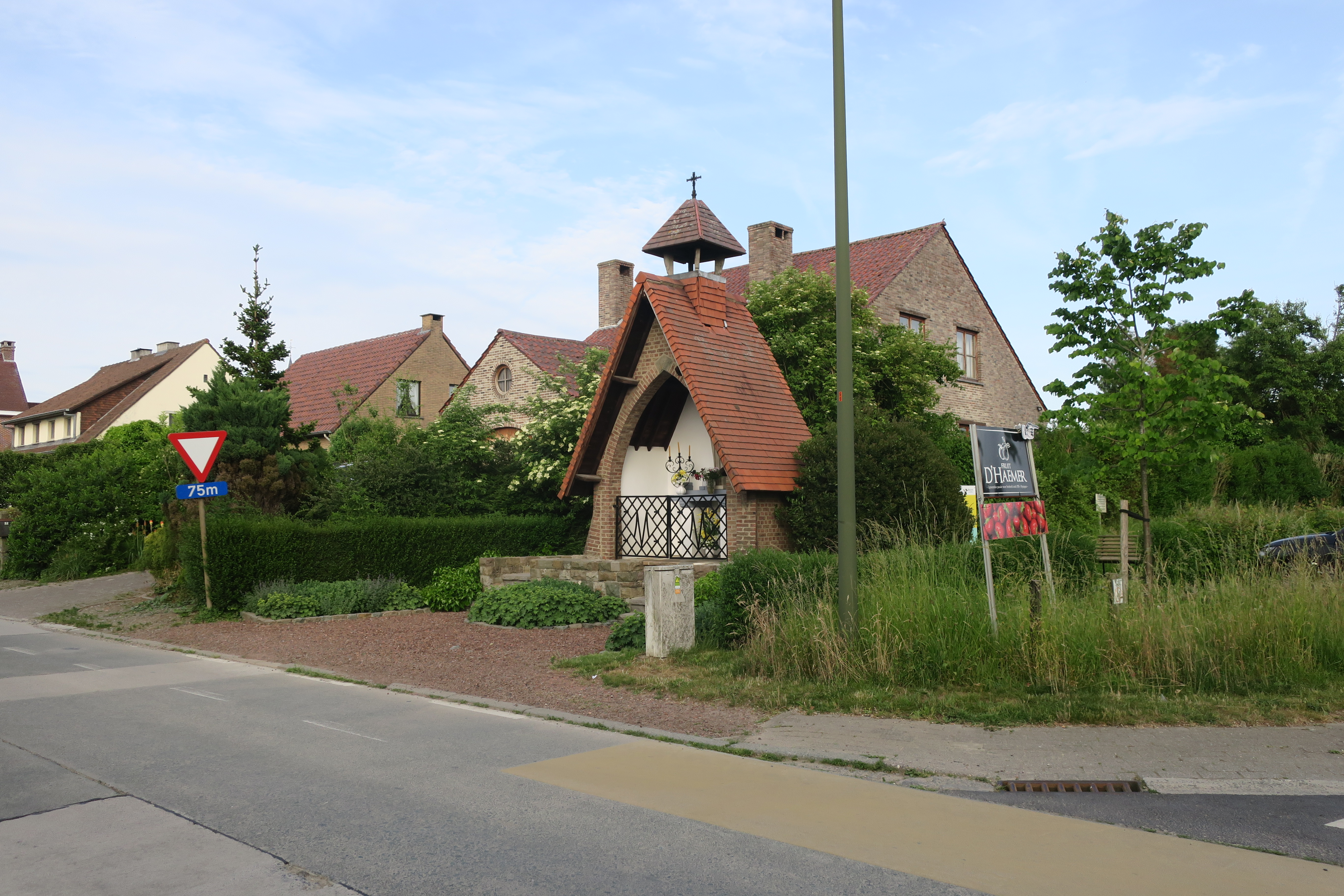
Onze-Lieve-Vrouwkapel

De Onze-Lieve-Vrouwkapel is een kapel die zich bevindt in de Vlaams-Brabantse gemeente Pepingen. De kapel is gelegen op de hoek van de straten Vroembos en Hoesnaek.

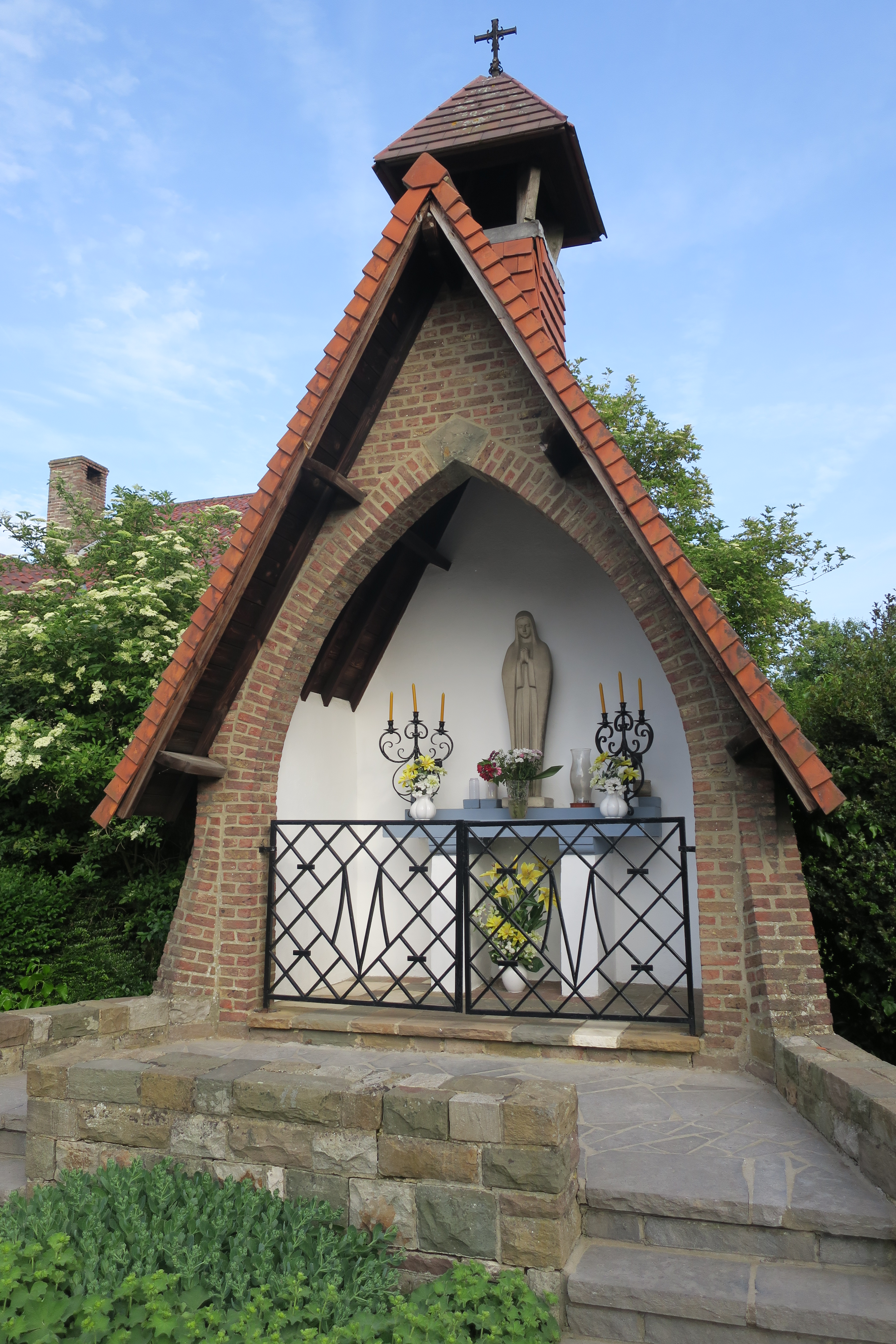

De kapel werd in 1954 - het internationaal Mariajaar - gebouwd door Maurice Raemdonck (1906-1993) in opdracht van pastoor Verlinden als dankbetuiging. Na Verlinden werd Raymond Van Lathem pastoor-deken in de periode van 1960-1990. Hij liet in samenwerking met de kerkraad herstellingswerken uitvoeren.
De mantelkapel is opgetrokken in baksteen en is bedekt met een overstekend zadeldak van rode pannen dat is bekroond met een torentje. In het torentje hangt een klokje. Een spitsboogvormige opening met sluitsteen domineert het gevelvlak. Een zwart ijzeren poortje sluit de kapel af. In de kapel staat een altaar met daarop een beeld van Onze-Lieve-Vrouw omringd door twee driearmige kandelaren. De kapel ligt drie treden hoger dan het straatniveau.
De kapel is gelegen op de vroegere processieweg die vertrok van de Sint-Martinuskerk. Aan het gebouwtje werd haltgehouden en gebeden.